# Equipa da Superleague Fórmula do Sevilla Fútbol Club
A Equipa da Superleague Fórmula do Sevilla FC é uma equipa de automobilismo que representa o clube espanhol Sevilla FC na Superleague Fórmula. A equipa participou no campeonato de 2008 operada pela GTA Motor Competicion e com o piloto Borja García. Em 2009 competiu a partir da 3ª ronda, com o piloto Esteban Guerrieri e operada pela Ultimate Motorsport. A partir da ronda seguinte até ao fim da época teve como piloto Sébastien Bourdais e foi operada pela Reid Motorsport. Em 2010, Marcos Martínez foi anunciado como piloto, e a equipa de automobilismo será a EmiliodeVillota Motorsport, no que é uma formação 100% espanhola.
Quanto ao clube de futebol, compete na La Liga, principal campeonato de futebol na Espanha.

## Temporada de 2008
A equipa acabou no 10º lugar a Temporada da Superleague Fórmula de 2008, com o piloto Borja García. Neste ano, a equipa foi operada pela GTA Motor Competicion.
A equipa venceu, nesta época, a 2ª corrida da ronda de Donington.

## Temporada de 2009
O Sevilla FC não iria regressar para a temporada de 2009, e nem esteve presente nas rondas 1 e 2. Contudo, acabou por substituir o Al Ain FC a partir da 3ª ronda do campeonato. Nesta ronda, o piloto foi Esteban Guerrieri, e a equipa de automobilismo a Ultimate Motorsport. Contudo, logo a partir da ronda seguinte e até final do campeonato, Sébastien Bourdais foi o piloto, e a Reid Motorsport a equipa de automobilismo.
Com Sébastien Bourdais, a equipa foi vencedora do fim-de-semana nas rondas 4 e 5. No campeonato, a equipa terminou no 9º lugar.

## Temporada de 2010
Na Temporada da Superleague Fórmula de 2010, Marcos Martínez foi anunciado como piloto do Sevilla FC e a equipa de automobilismo é a EmiliodeVillota Motorsport, no que constitui uma formação 100% espanhola.

## Registo
(Legenda)
| Ano  | Equipa de Automobilismo    | Piloto             | 1   | 2   | 3   | 4   | 5   | 6   | 7   | 8   | 9   | 10  | 11  | 12  | 13  | 14  | 15  | 16  | 17  | 18  | 19  | 20  | 21      | 22      | 23  | 24  | Pontos | Class. |
| ---- | -------------------------- | ------------------ | --- | --- | --- | --- | --- | --- | --- | --- | --- | --- | --- | --- | --- | --- | --- | --- | --- | --- | --- | --- | ------- | ------- | --- | --- | ------ | ------ |
| Ano  | Equipa de Automobilismo    | Piloto             | DON | DON | NÜR | NÜR | ZOL | ZOL | EST | EST | VAL | VAL | JER | JER |     |     |     |     |     |     |     |     |         |         |     |     | Pontos | Class. |
| 2008 | GTA Motor Competicion      |                    |     |     |     |     |     |     |     |     |     |     |     |     |     |     |     |     |     |     |     |     |         |         |     |     |        |        |
| 2008 | GTA Motor Competicion      | Borja García       | 10  | 1   | 6   | 8   | 16  | 8   | 8   | 7   | 17  | 13  | 6   | 11  | 262 | 10º |     |     |     |     |     |     |         |         |     |     |        |        |
|      |                            |                    |     |     |     |     |     |     |     |     |     |     |     |     |     |     |     |     |     |     |     |     |         |         |     |     |        |        |
| Ano  | Equipa de Automobilismo    | Pilotos            | MAG | MAG | ZOL | ZOL | DON | DON | EST | EST | MOZ | MOZ | JAR | JAR |     |     |     |     |     |     |     |     |         |         |     |     | Pontos | Class. |
| 2009 | Ultimate Motorsport        | Esteban Guerrieri  |     |     |     |     | 11  | 13  |     |     |     |     |     |     | 253 | 9º  |     |     |     |     |     |     |         |         |     |     |        |        |
| 2009 | Reid Motorsport            | Sebastien Bourdais |     |     |     |     |     |     | 11  | 2   | 1   | 3   | 2   | 6   | 253 | 9º  |     |     |     |     |     |     |         |         |     |     |        |        |
|      |                            |                    |     |     |     |     |     |     |     |     |     |     |     |     |     |     |     |     |     |     |     |     |         |         |     |     |        |        |
| Ano  | Equipa de Automobilismo    | Pilotos            | SIL | SIL | ASS | ASS | MAG | MAG | JAR | JAR | NÜR | NÜR | ZOL | ZOL | BDH | BDH | ADR | ADR | POR | POR | ORD | ORD | CHN TBA | CHN TBA | LOS | LOS | Pontos | Class. |
| 2010 | EmiliodeVillota Motorsport | Marcos Martínez    | 6   | 9   | 12  | 4   | 16  | 17  | 15  | 16  | 11  | 13  | 8   | 15  | 16  | 8   | 14  | 1   |     |     |     |     |         |         |     |     | 250    | 15º    |

### Resultados em Super Final
| Ano  | 1      | 2      | 3      | 4      | 5       | 6      | 7      | 8     | 9   | 10  | 11      | 12  |
| 2009 | MAG    | ZOL    | DON NQ | EST 1  | MOZ N/A | JAR 2  |        |       |     |     |         |     |
| 2010 | SIL NQ | ASS NQ | MAG NQ | JAR NQ | NÜR NQ  | ZOL NQ | BDH NQ | ADR 5 | POR | ORD | CHN TBA | LOS |